# Cubisco
El Cubisco es una montaña ubicada en el suroeste de provincia de León en la comarca de La Cabrera. Su altitud es de 1.756 m, y forma parte de la Sierra de la Cabrera.